# Маршал, Гилберт, 4-й граф Пембрук
Гилберт Маршал (англ. Gilbert Marshal; ум. 27 июня 1241) — английский аристократ и землевладелец, 4-й граф Пембрук и главный маршал английского королевского двора с 1234 года, 3-й сын Уильяма Маршала, 1-го графа Пембрука, и Изабеллы де Клер, 4-й графини Пембрук.
Гилберт участвовал в восстании 1233—1234 годов своего старшего брата Ричарда Маршала против короля Генриха III. Хотя он первоначально готовился избрать духовную карьеру, но смерть бездетного старшего брата сделала его владельцем богаты владений Маршалов, за исключением нормандских, захваченных королём Франции. Кроме того он получил титул графа Пембрука и наследственную должность маршала Англии. Принимал участие в войне против валлийцев. В 1241 году погиб от раны, полученной во время запрещённого королём рыцарского турнира.

## Биография
Точный год рождения Гилберта неизвестен. Он был третьим из пяти сыновей Уильяма Маршала, 1-го графа Пембрука, и Изабеллы де Клер, 4-й графини Пембрук. По завещанию отца ему не досталось владений, поскольку он готовился избрать духовную карьеру, однако жизнь распорядилась иначе.
Старший брат Гилберта, Ричард Маршал, в 1233 году восстал против короля Генриха III, недовольный засильем при дворе «пуатевинцев». Но в апреле 1234 года он был разбит в битве при Куррахе и вскоре умер от полученной в бою раны, не оставив детей. Хотя его брат был мятежником, но Гилберту в рамках последующего примирения между восставшими и королём было позволено унаследовать владения рода в Англии, Уэльсе и Ирландии. Таким образом, Гилберт стал графом Пембруком, а также получил наследственную должность главного маршала. Однако но все земли, которыми владел Ричард Маршал в Нормандии (они были наследством матери, Изабеллы де Клер), были захвачены Людовиком IX Французским и больше никогда в род не вернулись. Несмотря на то, что в 1234—1235 году Гилберт получил много знаков королевской милости, а также занимал важные посты в Уэльсе, король никогда не доверял ему полностью, а сам Гилберт достаточно сильно противодействовал королю.
В 1234 году Уолтер стал рыцарем ордена Бани. В 1235 году в Берике он женился на шотландской принцессе Марджори, дочери короля Вильгельма I Льва. Однако брак так и остался бездетным. В то же время от неизвестной любовницы у него была дочь Изабелла.
В 1236 году во время перемирия между валлийским князем Ллевелином ап Иорветом Гилберт захватил у Моргана ап Хивела замок Мередит, после чего укрепил его, однако вскоре был вынужден возвратить его Моргану или по условиям перемирия, или из «страха перед лордом Ллевелином».
В конце 1230-х годов Майлгун Младший, сын правителя валлийского королевства Дехейбарт Майлгун ап Риса, заключил с договор. По его условиям Рис, сын Майлгуна Младшего, женился на Изабелле, дочери Гилберта, получив под управление Кередигион. Взамен Рис и Майлгун должны были стать вассалами Гилберта. Когда в 1240 году умер Лливелин ап Иорверт, Гилберт вместе с младшим братом Уолтером возобновили военные действия на западе Уэльса. Уолтеру удалось вернуть замок Кардиган), захваченный валлийцами в 1231 году, однако планы Гилберта передать Кередигион Майлгуну Младшему в качестве его вассала были заблокированы королём.

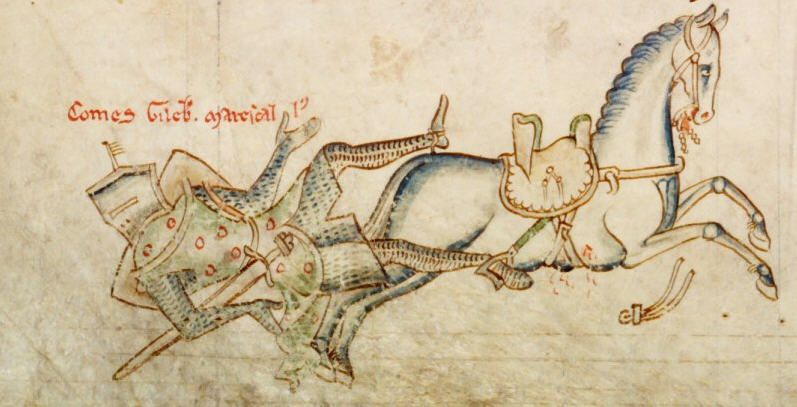
Гибель Гилберта Маршала во время турнира. Миниатюра XIII века

27 июня 1241 года принял участие в рыцарском турнире в Данстейбле, который король Генрих III запретил, поскольку не желал гибели своих рыцарей на подобных мероприятиях. Во время схватки Гилберт был сброшен с лошади, но нога застряла в стремени, поэтому его протащило некоторое расстояние по земле. От полученных ран он умер. Его похоронили в церкви Тамплиеров в Лондоне. Поскольку законных детей у него не было, его титул и должность маршала унаследовал младший брат, Уолтер, однако король утвердил его в качестве наследника только через год, поскольку был разгневан на него за непослушание, ибо тот тоже присутствовал на запрещённом турнире.
Известно, что Гилберт был другом и союзником младшего брата короля Генриха III, Ричарда Корнуольского, женатого на его сестре Изабелле.

## Брак и дети
Жена: с 1 августа 1235 (Берик-апон-Туид) Марджори Шотландская (ум. 17 ноября 1244), дочь Вильгельма I Льва, короля Шотландии, и Ирменгарды де Бомон. Детей от этого брака не было.
От связи с неизвестной у Гилберта известна одна незаконнорождённая дочь:
- Изабелла Маршал; муж: Рис ап Маэлгвин Вихан (ум. 1255), сын Майлгуна Младшего, правителя Кередигиона[3][14].